# ベト・ムオン語群

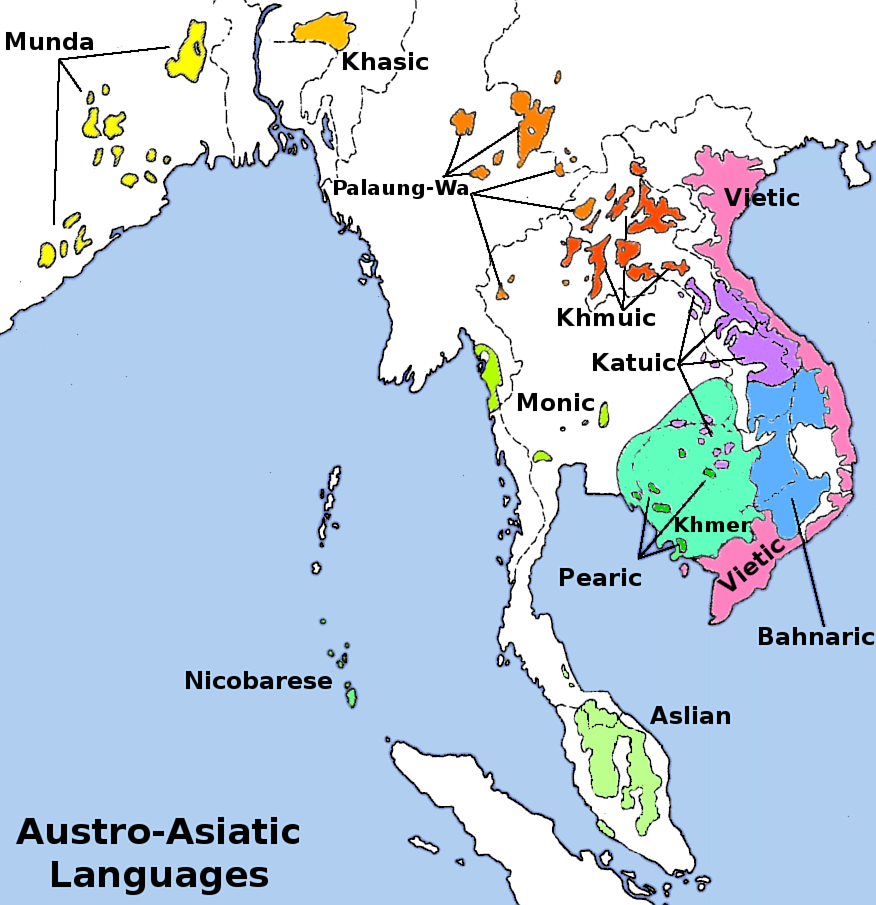
オーストロアジア語族の分布

ベト・ムオン語群は、インドシナ半島のベトナム、ラオス等で話される一群の言語で、オーストロアジア語族モン・クメール語派に含められるが、独立の語派とすることもある。狭義には、特に近いベトナム語とムオン語だけを指すこともあり、これと区別する意味でベトナム・アンナン語群ともいう。
ベトナム語が最も有力であり、ムオン語（話者は数十万人）の他、クオウ語、チュット語などベトナム北部やその周辺に住む少数民族の言語がある。

## 特徴
ベトナム語とムオン語はいずれも単音節語根の声調言語である。この性質は周囲で話されるタイ諸語や中国語と共通し、これらの影響によるとも考えられる。両者は半数以上の語彙を共有し、10世紀前後に分化したと考えられる。ベトナム語には漢文からの借用語が多いが、ムオン語には少ない。
その他の言語もベトナム語と同根の基礎語彙を有するものの、その形は大きく異なる。例えばチュット語等ではCV(C)CVCの弱強2音節からなる語根が残り、声調はあまり発達していない。これらは祖語の性質を受け継ぐものと考えられており、ベトナム語をオーストロアジア語族に含める説の根拠となっている。クオウ語等では脱落傾向が強いがCVCVC語根が残り、この第1音節がムオン語では消失してCCVCとなり、さらにベトナム語では語頭二重子音や一部の語末子音が脱落している。このような短縮に伴い声調が発達する傾向が見られる。